# Reble
|  | Aquest article tracta sobre reble (material de construcció). Vegeu-ne altres significats a «reble (geologia)». |

Un reble es diu del conjunt de fragments de pedra de petita mida utilitzada habitualment com a rebliment de forats en parets de pedres grosses i irregulars o bé com a superfície de càrrega als paviments de les carreteres, sobretot a l'àmbit rural.